# Gomphostigma
Gomphostigma es un género con cuatro especies de plantas  perteneciente a la familia Scrophulariaceae.

## Taxonomía
El género fue descrito por Porphir Kiril Nicolai Stepanowitsch Turczaninow y publicado en Bulletin de la Société Impériale des Naturalistes de Moscou 16: 53. 1843. La especie tipo: Gomphostigma scoparioides Turcz. 

## Especies aceptadas
A continuación se brinda un listado de las especies del género Gomphostigma aceptadas hasta julio de 2011, ordenadas alfabéticamente. Para cada una se indica el nombre binomial seguido del autor, abreviado según las convenciones y usos 
- Gomphostigma incanum
- Gomphostigma virgintum